# August Förster (Unternehmer)

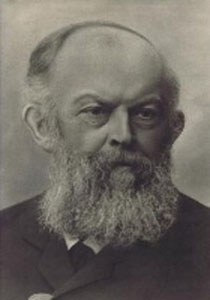
Friedrich August Förster

Friedrich August Förster (* 30. Juli 1829 in Oberseifersdorf; † 18. Februar 1897 in Löbau) war ein deutscher Klavierbauer und Unternehmer. Er ist der Gründer der Klavierfabrik August Förster mit Sitz in Löbau.

## Leben
Förster absolvierte zunächst eine Ausbildung zum Tischler. Neben seiner Arbeit als Tischlergeselle baute und reparierte er Musikinstrumente und erhielt Musikunterricht. Er lernte bei den Löbauer Klavierbauern Hieke und Karl August Eule die Grundlagen des Klavierbaus. 1854 wurde er als Instrumentenmacher „los- und freigesprochen“.
In der Folge arbeitete Förster in verschiedenen deutschen Städten, ehe er in die Oberlausitz zurückkehrte, wo er sich am 1. April 1859 in Löbau niederließ und sich im zweiten Stock eines Hinterhauses eine Werkstatt einrichtete. Dort baute er sein erstes Klavier. 1862 errichtete Friedrich August Förster an der heutigen Jahnstraße sein erstes Fabrikgebäude. Diese Fabrikationsstätte ist noch heute Firmensitz des Unternehmens. Nach seinem Tode am 18. Februar 1897 ging das Unternehmen in die Hände seines Sohnes Cäsar Förster über.